# Maxime Vachier-Lagrave
Maxime Vachier-Lagrave (* 21. Oktober 1990 in Nogent-sur-Marne) ist ein französischer Schachgroßmeister und Gewinner der Blitzschach-Weltmeisterschaft 2021.

## Leben

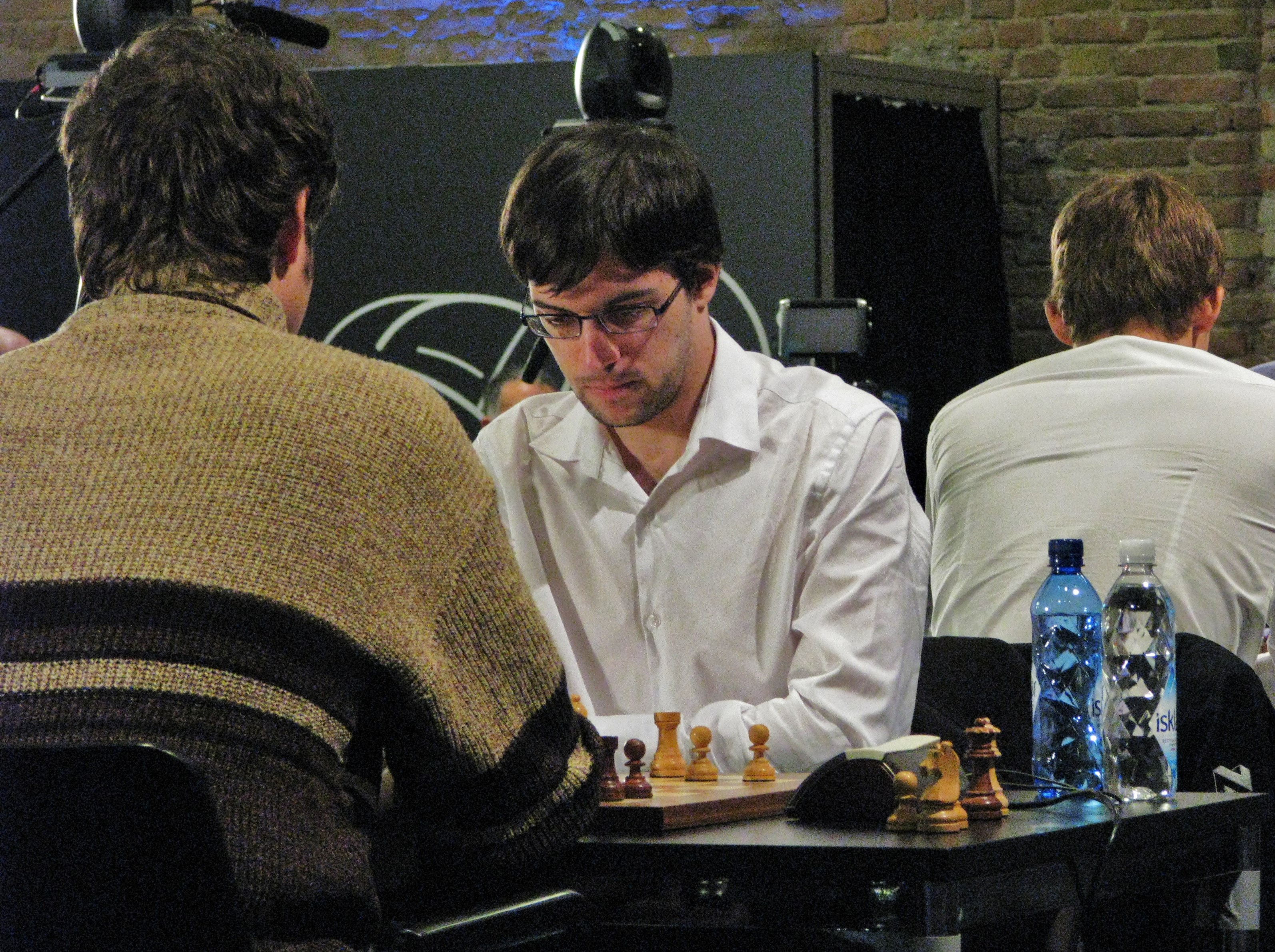
Maxime Vachier-Lagrave, 18. WM-Blitzrunde 2015
(links Yuri Vovk, rechts Magnus Carlsen)

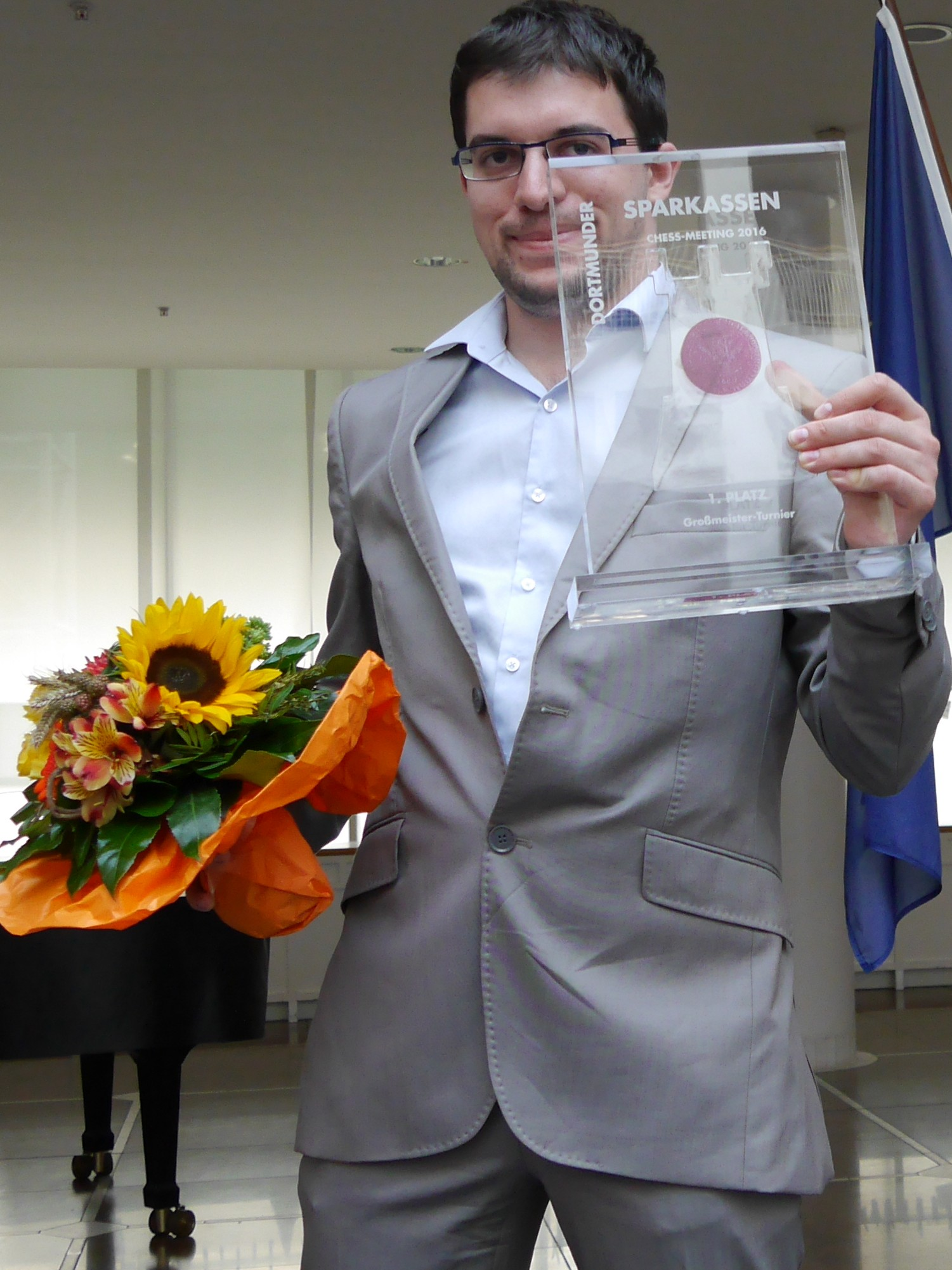
Maxime Vachier-Lagrave,
Sieger der Dortmunder Schachtage 2016

Zu Weihnachten 1995 bekam der fünfjährige Maxime von seinem Vater, einem Informatiker, ein elektronisches Schachspiel geschenkt, mit dem er sich fortan intensiv beschäftigte. Als Vierzehnjähriger wurde er 2004 Internationaler Meister. Die erforderlichen Normen erfüllte er im Februar 2003 bei einem GM-Turnier des Vereins NAO in Paris, im Februar 2004 bei einem Turnier in Évry und im Juli 2004 bei der Pariser Meisterschaft.
Die IM-Norm aus der Pariser Meisterschaft zählte gleichzeitig als GM-Norm, weitere GM-Normen erfüllte er im Dezember 2004 bei einem GM-Turnier seines damaligen Vereins NAO sowie im Februar 2005 bei einem Turnier in Évry, so dass ihm bereits 2005 der Großmeistertitel verliehen wurde. Bei internationalen Turnieren gelangen Vachier-Lagrave zahlreiche Höchstplatzierungen. Zu seinen größten Erfolgen zählen Turniersiege in Paris 2004 (Int. Stadtmeisterschaft und das NAO International), Lausanne 2006 (Finalsieg über Wang Yue), Paks 2008 (vor Alexander Beliavsky), Paris 2008 (geteilt mit Alberto David) sowie in Biel 2009 (vor Wassyl Iwantschuk und Alexander Morosewitsch). Im selben Jahr wurde Vachier-Lagrave Juniorenweltmeister in Puerto Madryn. Im Jahre 2010 gewann er die Kronengruppe des 14. Univé Schaaktoernooi in Hoogeveen. Außerdem wurde er in Warschau Europameister im Blitzschach, nachdem er bei der zuvor in Moskau ausgetragenen Blitzschach-Weltmeisterschaft Platz 9 belegt hatte. 2013 gewann er zum zweiten Mal das Schachfestival in Biel, bei dem er sich im Stichkampf gegen Étienne Bacrot, Ding Liren und Oleksandr Mojissejenko durchsetzen konnte. Auch in den beiden folgenden Jahren gewann er dieses Turnier: 2014 mit 6 Punkten (+3 =6 −1) und 2015 mit 6,5 Punkten aus 10 Partien (+4 =5 −1).
Vachier-Lagrave nahm erstmals 2004 an der französischen Meisterschaft teil, wo er als jüngster Spieler 4,5 Punkte aus elf Partien erzielte. 2005 teilte er nach Joël Lautier Platz zwei mit Andreï Sokolov, 2006 wurde er geteilter Vierter. 2007 gewann er den Meistertitel vor Vladislav Tkachiev, den er im Schnellschachstichkampf 3-1 schlug. 2008 verpasste er die Titelverteidigung, als er im Schnellschachstichkampf (0,5-1,5) Étienne Bacrot unterlag. Beide Spieler hatten die Meisterschaft zuvor mit 8,5 Punkten aus 11 Partien dominiert. Im Meisterschaftsjahr 2009 wurde Vachier-Lagrave erneut Zweiter und musste Vladislav Tkachiev den Vortritt lassen. 2011 konnte er in Caen mit 7 Punkten aus 11 Partien erneut den Titel gewinnen.
Bisher nahm Vachier-Lagrave fünfmal am Schach-Weltpokal teil. 2009 erreichte er durch Siege gegen Yu Shaoteng, Georg Meier und Yu Yangyi das Achtelfinale, in dem er dem späteren Sieger Boris Gelfand unterlag. 2011 scheiterte er nach einem Auftaktsieg gegen Ziaur Rahman bereits in der zweiten Runde an Bu Xiangzhi. Am erfolgreichsten war er 2013, als er durch Siege gegen Alexander Shabalov, Isan Reynaldo Ortiz Suárez, Leinier Domínguez, Boris Gelfand und Fabiano Caruana ins Halbfinale einzog, in dem er sich dem späteren Sieger Wladimir Kramnik geschlagen geben musste. Durch diesen Erfolg war er direkt für die Austragung 2015 qualifiziert. Dort setzte er sich in den ersten vier Runden gegen Isan Reynaldo Ortiz Suárez, Gabriel Sarkissjan, Jewgeni Tomaschewski und Wesley So durch, scheiterte aber im Viertelfinale an Anish Giri. 2017 erreichte er nach Siegen über Muhammed Khusenkhojaev, Boris Gratschow, Alex Lenderman, Alexander Grischtschuk und Pjotr Swidler erneut das Halbfinale, in dem er dem späteren Sieger Lewon Aronjan unterlag.
Bei den Schnell- und Blitzschachweltmeisterschaften 2015 in Berlin vom 10. bis 14. Oktober blieb Vachier-Lagrave in der dreitägigen Schnellschach-WM über 15 Runden nach Niederlagen am Ende des ersten Tages gegen Rustam Kasimjanov und Bartosz Soćko an den beiden Folgetagen partieverlustfrei und erreichte mit 10 Zählern und gleicher Punktzahl wie der fünftplatzierte Dmitry Bocharov noch Rang 11. Den ersten Tag der Blitzschach-WM, bei der er von elf Partien neun gewann und nur die sechste gegen Magnus Carlsen mit den schwarzen Steinen verlor, beendete Vachier-Lagrave mit 9,5 Zählern als Führender mit einem halben Punkt vor Carlsen. Seinen Vorsprung baute er bis zur 17. Runde auf 1,5 Punkte aus, verlor dann aber eine Schlüsselpartie mit Weiß gegen Yuri Vovk und auch die Folgepartie mit den schwarzen Steinen gegen Wassyl Iwantschuk. Schließlich gewann er durch einen Sieg mit Schwarz in der letzten Runde gegen Kasimjanov die Silbermedaille.
Im Juli 2016 gewann Vachier-Lagrave bereits eine Runde vor Schluss das Großmeisterturnier der Dortmunder Schachtage vor Wladimir Kramnik und Fabiano Caruana, den mehrmaligen Siegern in Dortmund.
Im August 2017 setzte sich Vachier-Lagrave gegen die meisten anderen Spieler der Weltspitze beim Sinquefield Cup durch, wobei er unter anderem Weltmeister Magnus Carlsen schlug.
Vachier-Lagrave nahm als Nachrücker für Teymur Rəcəbov, der wegen der COVID-19-Pandemie verzichtet hatte, am Kandidatenturnier Jekaterinburg 2020 teil. Als das Turnier am 25. März 2020 nach Abschluss der Hinrunde unterbrochen wurde, lag Vachier-Lagrave dank der besseren Feinwertung vor Jan Nepomnjaschtschi mit 4,5 Punkten aus 7 Partien in Führung. Die Rückrunde des Kandidatenturniers wurde im April 2021 ausgetragen. Vachier-Lagrave belegte am Ende mit 8 Punkten aus 14 Spielen und einem halben Punkt Rückstand auf Nepomnjaschtschi den zweiten Platz.
Bei der Blitzschach-WM 2021 in Warschau wurde Vachier-Lagrave Weltmeister im Blitzschach.

## Elo-Entwicklung
Dieser Graph zeigt die Elo-Entwicklung von Vachier-Lagrave seit 2001:
| Die zur Anzeige dieser Grafik verwendete Erweiterung wurde dauerhaft deaktiviert. Wir arbeiten aktuell daran, diese und weitere betroffene Grafiken auf ein neues Format umzustellen. (Mehr dazu) |

## Nationalmannschaft
Vachier-Lagrave vertrat Frankreich bei den Schacholympiaden 2006 in Turin, 2008 in Dresden, 2010 in Chanty-Mansijsk, 2012 in Istanbul und 2014 in Tromsø. 2007, 2011, 2013 und 2015 spielte er in der französischen Auswahl bei der Mannschaftseuropameisterschaft und erreichte als größten Erfolg 2013 den zweiten Platz mit der Mannschaft. In der Einzelwertung erreichte er 2015 den zweiten Platz am Spitzenbrett.

## Vereine

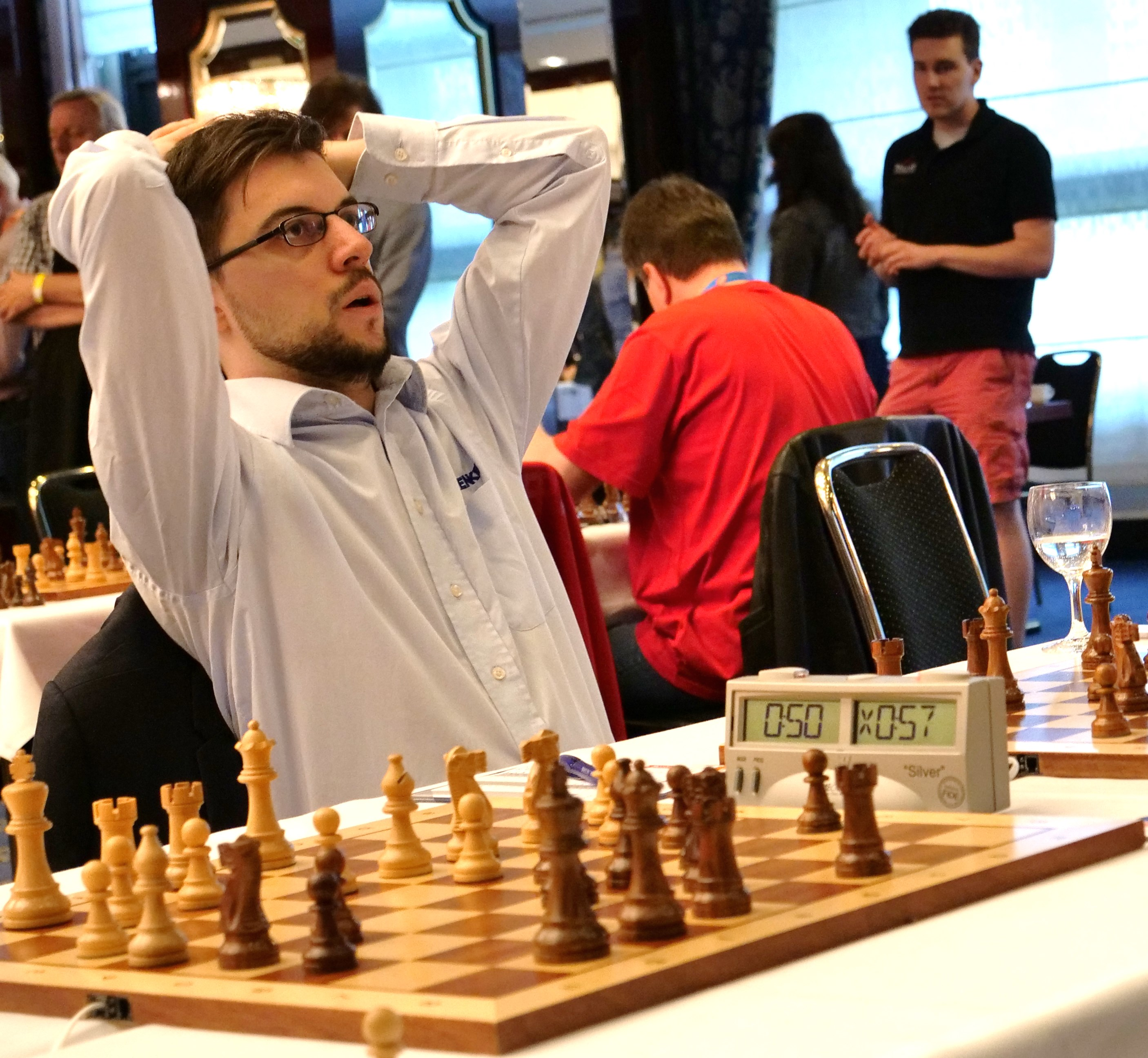
Bei der Bundesliga-Endrunde 2018 in Berlin durchatmend: in elf Saison-Partien für die OSG Baden-Baden bei fünf Siegen ohne Niederlage

In der französischen Mannschaftsmeisterschaft spielte Vachier-Lagrave erstmals in der Saison 2001/02 bei Clichy-Echecs-92 in der Nationale I, der damals höchsten Spielklasse. Von 2003 bis 2007 spielte er für den Paris Chess Club (bis 2006 NAO Paris), mit dem er 2004, 2005 und 2006 französischer Mannschaftsmeister wurde, von 2007 bis 2011 für Évry Grand Roque, mit denen er 2009 Meister wurde. Von 2011 bis 2017 spielte er wieder für Clichy-Echecs-92, mit denen er 2012, 2013, 2014, 2016 und 2017 Meister wurde, seit 2019 spielt er für Asnières – Le Grand Echiquier. Mit Clichy nahm er auch am European Club Cup 2013 teil und erreichte das zweitbeste Einzelergebnis am ersten Brett. In der deutschen Schachbundesliga spielte er von der Saison 2007/08 bis zur Saison 2014/15 für den SV Mülheim-Nord, mit dem er auch am European Club Cup 2008 teilnahm. Seit der Saison 2016/17 spielt er für die OSG Baden-Baden und wurde mit dieser 2017, 2018, 2019 und 2020 deutscher Mannschaftsmeister. In der britischen Four Nations Chess League spielte Vachier-Lagrave in den Saisons 2011/12, 2013/14 und 2015/16 für Guildford A&DC, mit denen er 2014 und 2016 den Wettbewerb gewann, in der russischen Mannschaftsmeisterschaft 2009 für Ekonomist-1 Saratow und 2013 für Universität Beloretschensk. In der spanischen Mannschaftsmeisterschaft spielte Vachier-Lagrave von 2010 bis 2013 für den Sestao Naturgas Energia XT und wurde mit diesem 2012 und 2013 spanischer Mannschaftsmeister. Am European Club Cup nahm Vachier-Lagrave außerdem 2010 mit SOCAR Baku sowie 2014 und 2015 mit Obiettivo Risarcimento Padova teil.

## Partiebeispiel
|   | a | b | c | d | e | f | g | h |   |
| 8 |   |   |   |   |   |   |   |   | 8 |
| 7 |   |   |   |   |   |   |   |   | 7 |
| 6 |   |   |   |   |   |   |   |   | 6 |
| 5 |   |   |   |   |   |   |   |   | 5 |
| 4 |   |   |   |   |   |   |   |   | 4 |
| 3 |   |   |   |   |   |   |   |   | 3 |
| 2 |   |   |   |   |   |   |   |   | 2 |
| 1 |   |   |   |   |   |   |   |   | 1 |
|   | a | b | c | d | e | f | g | h |   |

Die folgende Partie gewann Vachier-Lagrave mit den schwarzen Steinen bei den Dortmunder Schachtagen 2016 gegen Caruana.
Caruana – Vachier-Lagrave 0:1
Dortmund, 9. Juli 2016
Sizilianische Verteidigung (Najdorf-Variante), B90
1. e4 c5 2. Sf3 d6 3. d4 cxd4 4. Sxd4 Sf6 5. Sc3 a6 6. f3 e5 7. Sb3 Le6 8. Le3 Le7 9. Dd2 0–0 10. 0–0–0 Sbd7 11. g4 b5 12. h4 Sb6 13. Df2 Tb8 14. g5 Sfd7 15. f4 exf4 16. Lxf4 Tc8 17. Sd5 Sxd5 18. exd5 Lg4 19. Le2 Lxe2 20. Dxe2 Te8 21. Df3 Dc7 22. Sd4 Sb6 23. The1 Lf8 24. Txe8 Txe8 25. Sf5 Dc4 26. b3 Db4 27. c3 Tc8 28. Td3 Sxd5 29. Ld2 Sb6 30. Kb1 Dc5 31. Le3 Dc7 32. Df4 Te8 33. h5 Te6 34. Kc2 Dc6 35. Lxb6 Dxb6 36. Tf3 Db7 37. Se3 Te4 38. Dg3 Te5 39. Df4 Txg5 40. h6 gxh6 41. Tf2 Dd7 42. Sf5 De6 0:1

## Shōgi
Er spielt auch hin und wieder gerne Shōgi, die japanische Art des Schach. Er spielte u. a. bereits gegen Toshiyuki Moriuchi.